# Eduard Steglich
Gotthelf Theodor Eduard Steglich (* 1. April 1811 in Dresden; † 13. Juli 1884 in Grimma) war ein deutscher Pädagoge, Musiker und Komponist.

## Leben und Wirken
Er war der Sohn von Johann Wilhelm August Steglich (1775–1842) und dessen Ehefrau Johanna Sophia Steglich geborene Pietzsch verwitwete Rosenthal. Der Pädagoge und evangelisch-lutherische Theologe Friedrich August William Steglich war sein vier Jahre älterer Bruder, mit dem zeitlebens eine enge Bindung bestand.
Nach Schulbesuch und Studium wurde Eduard Steglich 1833 Kantor in der Stadt Rochlitz. Im Jahre 1838 wechselte er nach Grimma, wo er Kantor und Oberlehrer am Königlich Sächsischen Schullehrer-Seminar wurde.
In seiner Schul- und Freizeit schuf er mehrere musikalische Werke, darunter Motetten, Choralmelodien und Choralvorspiele für Orgeln.
Er hinterließ u. a. den gleichnamigen Sohn.

## Werke (Auswahl)
- Choralbuch zu den neuen Gesangbüchern, Grimma, 1845  (Digitalisat, abgerufen am 25. Juli 2017).
- Praktische Vorstudien zur Fuge. Nebst einem Commentar, Grimma, 1843.
- 70 Choralmelodien mit signirten Bässen nach Hiller und Schicht, Leipzig, 1843; 2. Aufl. 1861.
- Einige Andeutungen und Rathschläge in Bezug aus musikalische Fortbildung, namentlich für angehende Lehrer, 2. Ausgabe,  Grimma, 1855.
- Drei Motetten, Grimma o. J.
- Vierzehn Choralvorspiele für die Orgel, Grimma 1864.
- Choralbuch, nach Melodie und Baß mit Signaturen, Selbstverlag o. J.
- Die Musik, eine königliche Kunst. Rede zur Königlichen Geburtstagsfeier am 12. December 1864, Selbstverlag [1864].

## Ehrungen
- Ehrenkreuz zum Königlich Sächsischen Verdienstorden